# 帕特森 (紐約州)
帕特森（英語：Patterson）是一個位於美國紐約州帕特南縣的鎮。

## 人口
根據2020年美國人口普查的數據，帕特森的面積為85.22平方千米，當中陸地面積為83.42平方千米，而水域面積為1.80平方千米。當地共有人口11541人，而人口密度為每平方千米135人。